# Mas la Riera (Gaià)
El Mas la Riera és una masia de Gaià (Bages) inclosa a l'Inventari del Patrimoni Arquitectònic de Catalunya.

## Descripció
Edifici civil. Masia orientada al sud-est. Tipus II de la classificació de J. Danés

## Història
L'edifici fou construït l'any 1680 segons consta sobre un finestral. En un edifici annex, que possiblement fou masoveria de la Riera, hi consta també la data de construcció: 1851. Al fogatge de 1553, consta Pere Riera.